# 인코그니토 (드라마)
《인코그니토》(영어: Incognito)는 2025년 방영된 필리핀의 텔레비전 드라마이다.